# Stefan Reisinger
Stefan Reisinger (Landshut, 14 settembre 1981) è un ex calciatore tedesco, di ruolo attaccante.